# Heliconia oleosa
Heliconia oleosa är en enhjärtbladig växtart som beskrevs av Abalo och G.Morales. Heliconia oleosa ingår i släktet Heliconia och familjen Heliconiaceae. Inga underarter finns listade.